# Aprostocetus hedqvisti
Aprostocetus hedqvisti är en stekelart som beskrevs av Graham 1987. Aprostocetus hedqvisti ingår i släktet Aprostocetus och familjen finglanssteklar. Arten är reproducerande i Sverige. Inga underarter finns listade i Catalogue of Life.